# 30235 Kimmiller
30235 Kimmiller è un asteroide della fascia principale. Scoperto nel 2000, presenta un'orbita caratterizzata da un semiasse maggiore pari a 2,3296360 au e da un'eccentricità di 0,1181185, inclinata di 6,92218° rispetto all'eclittica.
L'asteroide è dedicato all'insegnante statunitense Kim Miller.